# Sukaraja (Sukaraja, Seluma)
Sukaraja is een bestuurslaag in het regentschap Seluma van de provincie Bengkulu, Indonesië. Sukaraja telt 2024 inwoners (volkstelling 2010).